# Val d'Ille U Classic 35
La Val d'Ille U Classic 35 es una carrera ciclista profesional de un día francesa que se disputa en La Mézière (departamento de Ille y Vilaine) y sus alrededores, a mediados del mes de junio hasta la edición 2012 en que fue trasladada a abril.
Se creó en 2009 como carrera amateur puntuable para la Copa de Francia amateur de la modalidad. Desde 2010 forma parte del UCI Europe Tour, dentro de la categoría 1.2 (última categoría del profesionalismo). 

## Palmarés
En amarillo: edición amateur.
| Año  | Ganador           | Segundo             | Tercero               |
| ---- | ----------------- | ------------------- | --------------------- |
| 2001 | Julien Roussel    |                     |                       |
| 2002 | Freddy Bichot     |                     |                       |
| 2003 | Alexandre Urbain  |                     |                       |
| 2004 | Cyril Vitry       | Yannick Piriou      | Benjamin Derrien      |
| 2005 | Guillaume Duval   | Guillaume Le Floch  | Yves Delarue          |
| 2006 | Cédric Hervé      | Yoann Offredo       | Jean Philippe Ribault |
| 2007 | David Piva        | Stéphane Bonsergent | Guillaume Blot        |
| 2008 | Mickaël Renou     | Nicolas Jouanno     | Gaël Malacarne        |
| 2009 | Yannick Martinez  | Morgan Kneisky      | Arnaud Molmy          |
| 2010 | Jimmy Casper      | Yohann Gène         | Benjamin Verraes      |
| 2011 | Guillaume Louyest | Thomas Bouteille    | David Chopin          |
| 2012 | Éric Berthou      | Maxime Le Montagner | Benjamin Verraes      |
| 2013 | Nacer Bouhanni    | Bryan Coquard       | Yauheni Hutarovich    |

## Palmarés por países
| País    | Victorias |
| ------- | --------- |
| Francia | 12        |
| Bélgica | 1         |